# Kevon Looney
Kevon Looney, né le 6 février 1996 à Milwaukee dans le Wisconsin, est un joueur américain de basket-ball. Il évolue au poste de pivot.

## Biographie

### Carrière universitaire
Entre 2014 et 2015, il joue pour les Bruins d'UCLA à l'université de Californie à Los Angeles.

### Carrière professionnelle

#### Warriors de Golden State (2015-2025)
Le 25 juin 2015, il est sélectionné à la 30e position de la Draft 2015 de la NBA par les Warriors de Golden State.
Le 7 juillet 2015, il signe son premier contrat professionnel avec les Warriors.
Le 2 juillet 2019, il se réengage avec les Warriors de Golden State pour 3 saisons et 15 millions de dollars.

#### Pelicans de La Nouvelle-Orléans (depuis 2025)
Agent libre à l'été 2025, Looney signe avec les Pelicans de La Nouvelle-Orléans un contrat de deux ans et 16 millions de dollars.

## Palmarès

### Récompenses individuelles

#### Université
- Second-team All-Pac-12 (2015)
- Pac-12 All-Freshman (2015)
- McDonald's All-American (2014)
- Parade All-American (2014)
- Wisconsin Player of the Year (2014)
- Wisconsin Mr. Basketball (2014)

### Titres collectifs

#### En NBA
- Champion NBA avec les Warriors de Golden State en 2017, 2018 et 2022

## Statistiques

### Universitaires
Les statistiques en matchs universitaires de Kevon Looney sont les suivantes :
| Saison    | Équipe | Matchs | Titul. | Min./m | % Tir | % 3pts | % LF | Rbds/m. | Pass/m. | Int/m. | Ctr/m. | Pts/m. |
| --------- | ------ | ------ | ------ | ------ | ----- | ------ | ---- | ------- | ------- | ------ | ------ | ------ |
| 2014-2015 | UCLA   | 36     | 36     | 30,9   | 47,0  | 41,5   | 62,6 | 9,19    | 1,42    | 1,28   | 0,89   | 11,56  |
| Total     | Total  | 36     | 36     | 30,9   | 47,0  | 41,5   | 62,6 | 9,19    | 1,42    | 1,28   | 0,89   | 11,56  |

### Professionnelles

#### G-League
| Saison    | Équipe     | Matchs | Titul. | Min./m | % Tir | % 3pts | % LF | Rbds/m. | Pass/m. | Int/m. | Ctr/m. | Pts/m. |
| --------- | ---------- | ------ | ------ | ------ | ----- | ------ | ---- | ------- | ------- | ------ | ------ | ------ |
| 2015-2016 | Santa Cruz | 12     | 0      | 19,1   | 39,6  | 31,0   | 71,4 | 7,42    | 0,75    | 0,67   | 0,92   | 9,75   |
| 2016-2017 | Santa Cruz | 4      | 1      | 19,6   | 56,1  | 0,0    | 41,7 | 11,25   | 0,50    | 1,00   | 1,00   | 12,75  |
| Total     | Total      | 16     | 1      | 19,3   | 44,1  | 28,1   | 62,5 | 8,38    | 0,69    | 0,75   | 0,94   | 10,50  |

#### Saison régulière NBA
| Saison    | Équipe       | Matchs | Titul. | Min./m | % Tir | % 3pts | % LF | Rbds/m. | Pass/m. | Int/m. | Ctr/m. | Pts/m. |
| --------- | ------------ | ------ | ------ | ------ | ----- | ------ | ---- | ------- | ------- | ------ | ------ | ------ |
| 2015-2016 | Golden State | 5      | 0      | 4,1    | 57,1  | 50,0   | 0,0  | 2,00    | 0,00    | 0,00   | 0,00   | 1,80   |
| 2016-2017 | Golden State | 53     | 4      | 8,4    | 52,3  | 22,2   | 61,8 | 2,34    | 0,55    | 0,28   | 0,32   | 2,55   |
| 2017-2018 | Golden State | 66     | 4      | 13,8   | 58,0  | 20,0   | 54,5 | 3,26    | 0,64    | 0,52   | 0,85   | 4,05   |
| 2018-2019 | Golden State | 80     | 24     | 18,5   | 62,5  | 10,0   | 61,9 | 5,21    | 1,54    | 0,57   | 0,66   | 6,25   |
| 2019-2020 | Golden State | 20     | 4      | 13,1   | 36,7  | 7,1    | 75,0 | 3,30    | 1,00    | 0,60   | 0,30   | 3,40   |
| 2020-2021 | Golden State | 61     | 34     | 19,0   | 54,8  | 23,5   | 64,6 | 5,28    | 1,95    | 0,34   | 0,36   | 4,11   |
| 2021-2022 | Golden State | 82     | 80     | 21,1   | 57,1  | 0,0    | 60,0 | 7,27    | 2,01    | 0,61   | 0,63   | 5,99   |
| 2022-2023 | Golden State | 82     | 70     | 23,9   | 63,0  | 0,0    | 60,6 | 9,27    | 2,52    | 0,63   | 0,61   | 7,05   |
| 2023-2024 | Golden State | 74     | 36     | 16,1   | 59,7  | 0,0    | 67,5 | 5,70    | 1,80    | 0,40   | 0,40   | 4,50   |
| 2024-2025 | Golden State | 76     | 6      | 15,0   | 51,4  | 40,0   | 56,6 | 6,10    | 1,60    | 0,60   | 0,50   | 4,50   |
| Total     | Total        | 599    | 262    | 17,2   | 57,5  | 18,5   | 60,8 | 5,70    | 1,60    | 0,52   | 0,56   | 5,00   |

Mise à jour le 3 juillet 2025

#### Playoffs NBA
| Saison | Équipe       | Matchs | Titul. | Min./m | % Tir | % 3pts | % LF | Rbds/m. | Pass/m. | Int/m. | Ctr/m. | Pts/m. |
| ------ | ------------ | ------ | ------ | ------ | ----- | ------ | ---- | ------- | ------- | ------ | ------ | ------ |
| 2018   | Golden State | 21     | 5      | 18,4   | 54,2  | 0,0    | 38,1 | 4,24    | 0,90    | 0,67   | 0,38   | 4,10   |
| 2019   | Golden State | 21     | 1      | 20,5   | 68,8  | 0,0    | 72,4 | 4,48    | 0,95    | 0,57   | 0,52   | 7,10   |
| 2022   | Golden State | 22     | 13     | 20,4   | 65,9  | 0,0    | 61,1 | 7,64    | 2,18    | 0,41   | 0,45   | 5,77   |
| 2023   | Golden State | 13     | 8      | 25,0   | 57,8  | 0,0    | 56,6 | 13,08   | 3,31    | 0,62   | 0,38   | 6,46   |
| 2025   | Golden State | 12     | 0      | 10,0   | 43,5  | 0,0    | 75,0 | 3,60    | 0,30    | 0,40   | 0,30   | 2,20   |
| Total  | Total        | 89     | 27     | 19,2   | 61,2  | 0,0    | 59,6 | 6,30    | 1,50    | 0,56   | 0,44   | 5,30   |

Mise à jour le 3 juillet 2025

## Records sur une rencontre en NBA
Les records personnels de Kevon Looney en NBA sont les suivants, :
| Type de statistique        | Saison régulière | Saison régulière                | Saison régulière | Playoffs | Playoffs                | Playoffs      |
| Type de statistique        | Record           | Adversaire                      | Date             | Record   | Adversaire              | Date          |
| -------------------------- | ---------------- | ------------------------------- | ---------------- | -------- | ----------------------- | ------------- |
| Points                     | 18               | @ Hawks d'Atlanta               | 17 mars 2023     | 21       | Mavericks de Dallas     | 20 mai 2022   |
| Paniers marqués            | 8                | 2 fois                          | 2 fois           | 10       | Mavericks de Dallas     | 20 mai 2022   |
| Paniers tentés             | 12               | Kings de Sacramento             | 25 avril 2021    | 14       | Mavericks de Dallas     | 20 mai 2022   |
| Paniers à 3 points réussis | 1                | 10 fois                         | 10 fois          | -        | -                       | -             |
| Paniers à 3 points tentés  | 3                | Pelicans de La Nouvelle-Orléans | 23 février 2020  | 1        | 2 fois                  | 2 fois        |
| Lancers francs réussis     | 5                | @ Kings de Sacramento           | 31 mars 2018     | 7        | Clippers de Los Angeles | 15 avril 2019 |
| Lancers francs tentés      | 8                | Nuggets de Denver               | 16 février 2022  | 8        | Clippers de Los Angeles | 15 avril 2019 |
| Rebonds offensifs          | 12               | Timberwolves du Minnesota       | 10 novembre 2021 | 11       | Grizzlies de Memphis    | 13 mai 2022   |
| Rebonds défensifs          | 13               | @ Heat de Miami                 | 23 mars 2022     | 16       | Lakers de Los Angeles   | 1er mai 2023  |
| Rebonds totaux             | 21               | Hawks d'Atlanta                 | 2 janvier 2023   | 23       | Lakers de Los Angeles   | 1er mai 2023  |
| Passes décisives           | 9                | @ 76ers de Philadelphie         | 16 décembre 2022 | 5        | 2 fois                  | 2 fois        |
| Interceptions              | 4                | 2 fois                          | 2 fois           | 3        | 3 fois                  | 3 fois        |
| Contres                    | 6                | @ Suns de Phoenix               | 17 mars 2018     | 3        | Celtics de Boston       | 2 juin 2022   |
| Balles perdues             | 5                | Pacers de l'Indiana             | 20 janvier 2022  | 3        | 2 fois                  | 2 fois        |
| Minutes jouées             | 34               | @ 76ers de Philadelphie         | 19 avril 2021    | 35       | Grizzlies de Memphis    | 13 mai 2022   |

- Double-double : 26 (dont 4 en playoffs)
- Triple-double : 0

Dernière mise à jour : 18 janvier 2025